# قائمة سيارات فيات
قائمة بأسماء موديلات السيارات للصانع الإيطالي فيات، حسب الترتيب الزمني لظهورها منذ 1899.

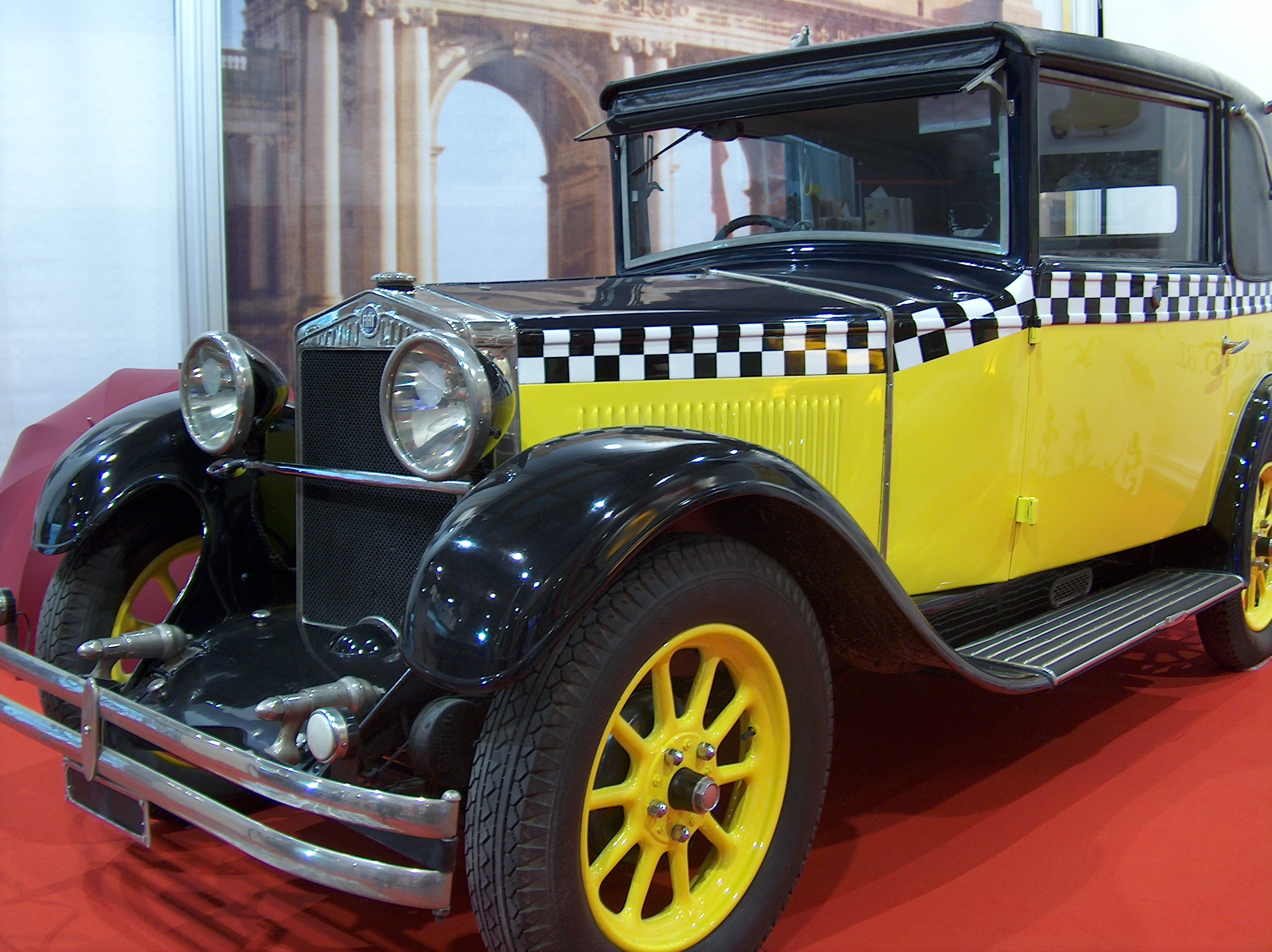
فيات 509

## 1899-1929
- 1899 فيات 3.5 CV
- 1900 فيات 6 اتش.بي
- 1901 فيات 10 اتش.بي
- 1901 فيات 12 اتش.بي
- 1901 فيات 8 اتش.بي
- 1902 فيات 24-32 اتش.بي
- 1903 فيات 16-20 اتش.بي
- 1903 فيات 16-24 اتش.بي
- 1905 فيات 16 اتش.بي
- 1905 فيات 24-32 اتش.بي
- 1905 فيات Brevetti
- 1907 فيات 35-45 اتش.بي
- 1909 فيات Brevetti tipo
- 1912 فيات 12-15 HP Model Zero
- 1912 فيات 2B 15-20 اتش.بي
- 1912 فيات 3 A
- 1912 فيات 3 TER
- 1915 فيات 70
- 1919 فيات 501
- 1919 فيات 505
- 1919 فيات 507
- 1920 فيات 1 T Taxi
- 1921 فيات 520 Superfiat
- 1922 فيات 501 S
- 1922 فيات 519
- 1925 فيات 509
- 1926 فيات 502
- 1926 فيات 503
- 1927 فيات 520
- 1928 فيات 521
- 1928 فيات 525
- 1929 فيات 514

## 1930-1939
- 1931 فيات 522
- 1931 فيات 524
- 1932 فيات 508
- 1933 فيات 518
- 1933 فيات 518 Ardita
- 1934 فيات 527
- 1934 فيات 508S Balilla
- 1936 فيات 1500
- 1937 فيات 10-12
- 1937 فيات 500 'Topolino'
- 1938 فيات Twelve Saloon
- 1938 فيات 2800
- 1939 فيات 25
- 1939 فيات 1100

## 1948-1965

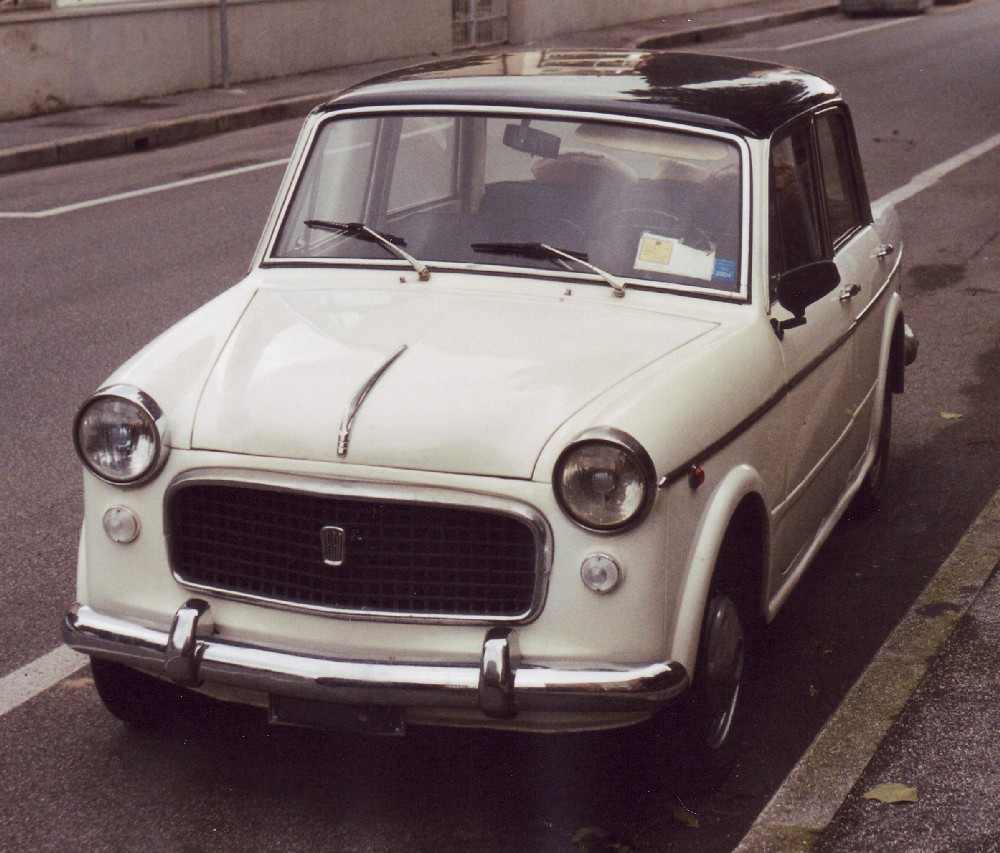
فيات 1100

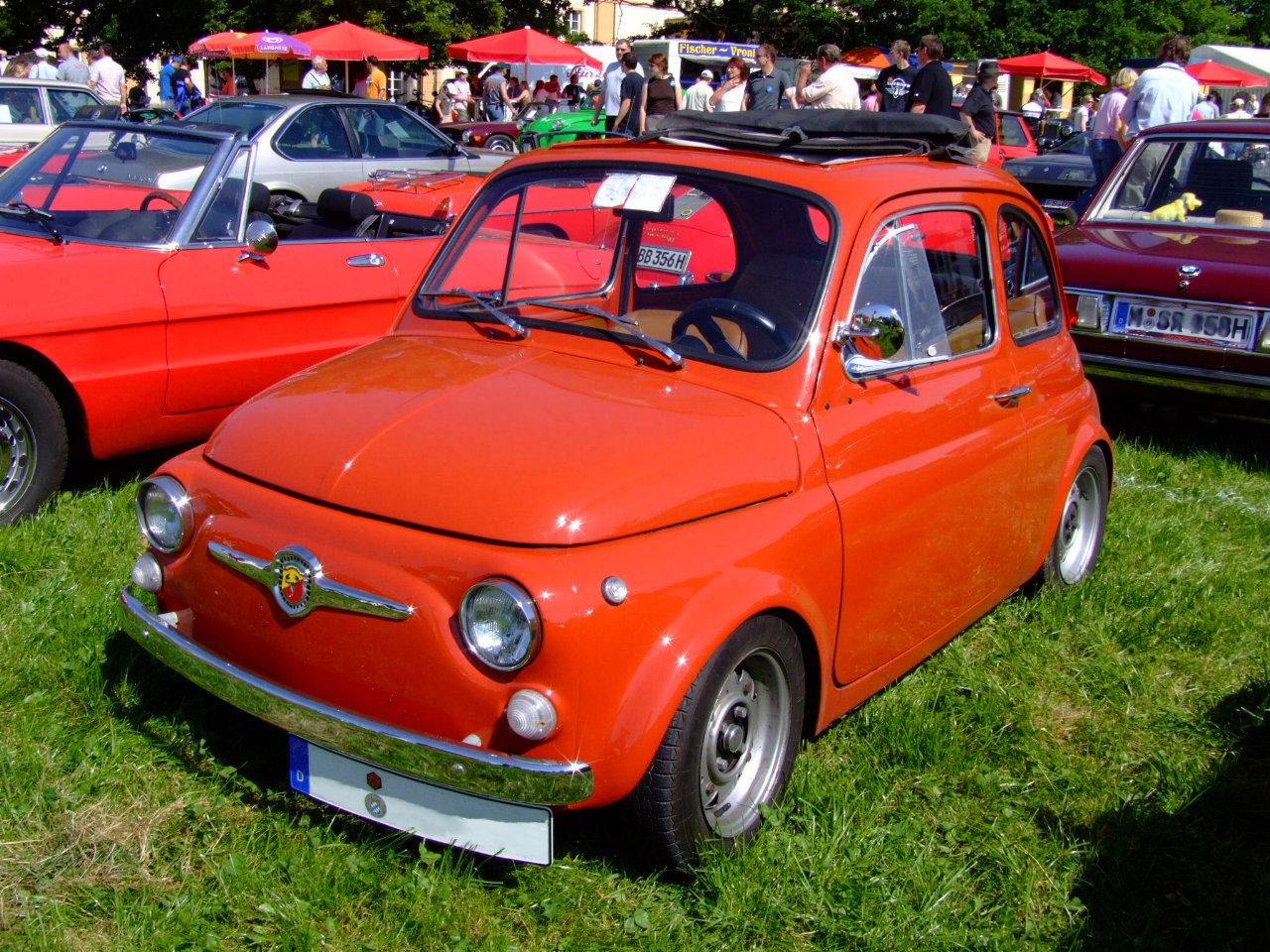
فيات 500

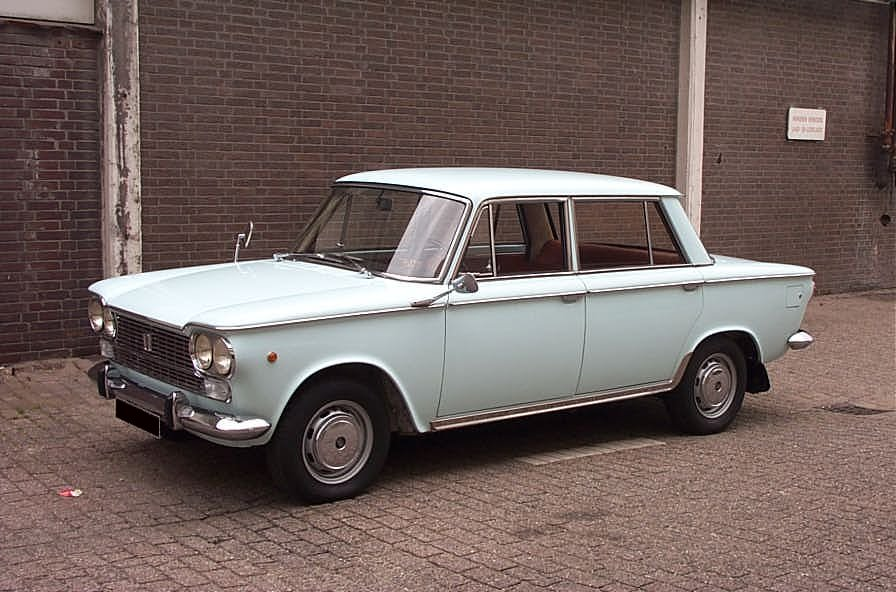
فيات 1500

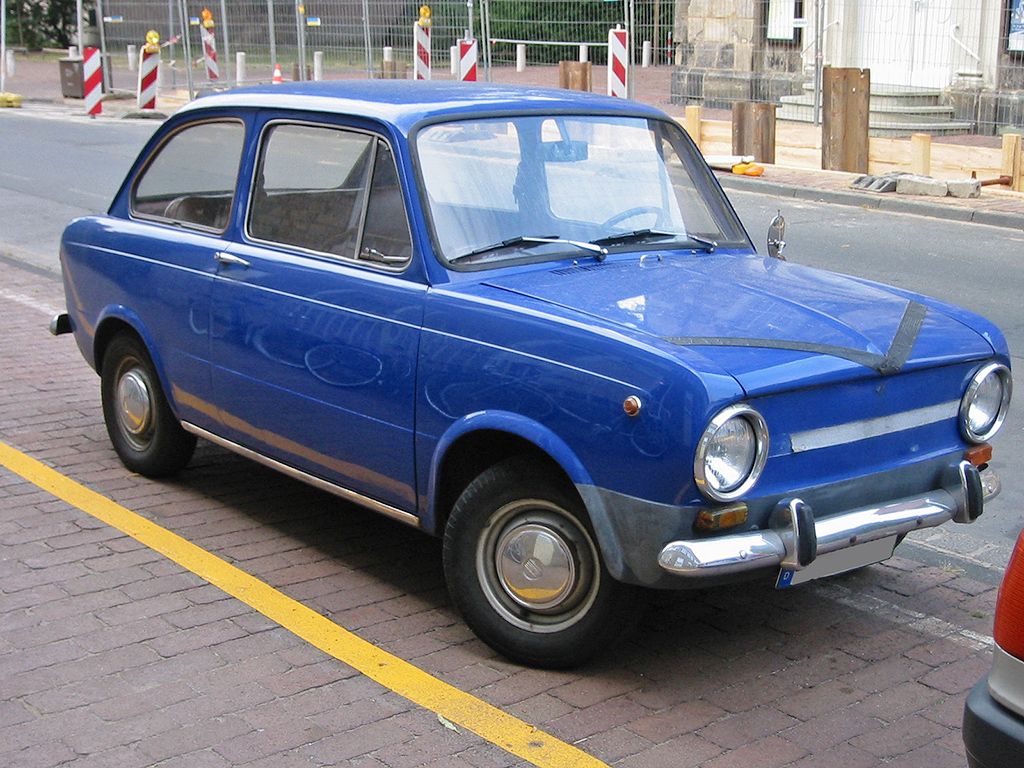
فيات 850

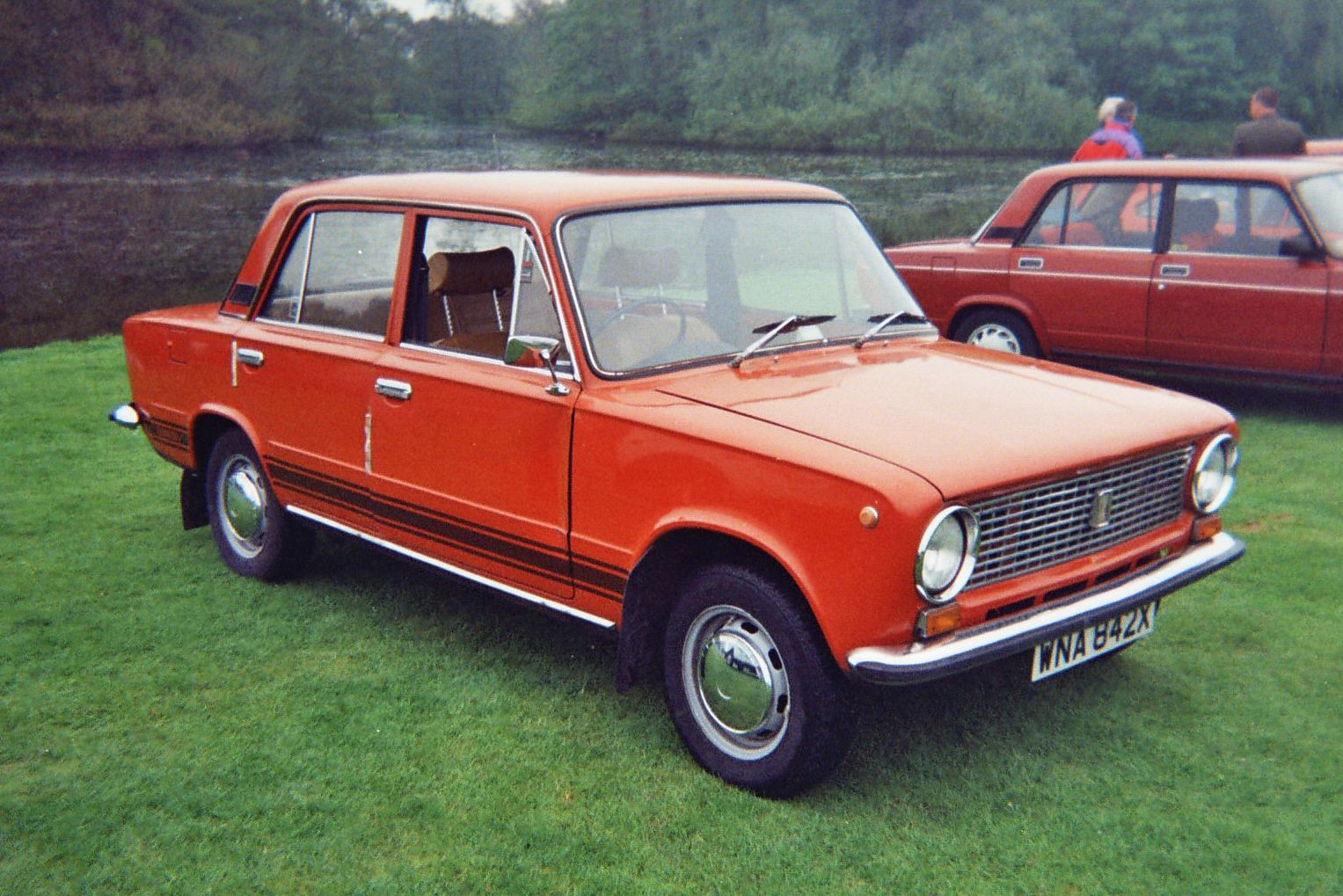
A فيات 124-based أوتوفاز

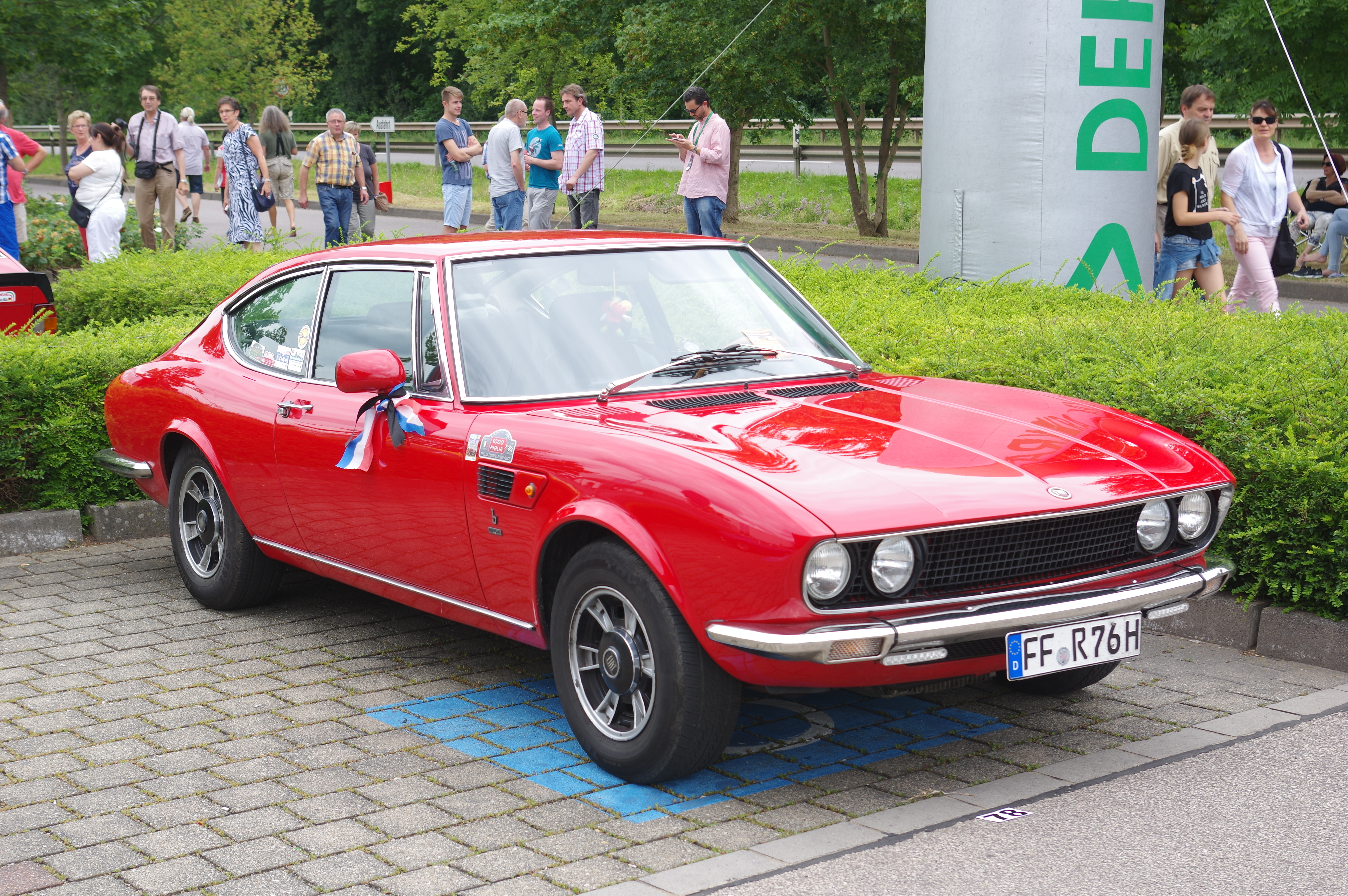
فيات Dino Coupé

- 1948 فيات 1100 S Coupé
- 1948 فيات 500
- 1949 فيات 1500
- 1950 فيات 1400
- 1952 فيات 1900
- 1952 فيات 8V Coupé
- 1953 فيات 1100
- 1954 فيات 1900 ديزل
- 1955 فيات 1100 TV Spider
- 1955 فيات 600
- 1955 فيات 600 Multipla
- 1956 فيات 600D Multipla
- 1957 فيات 1200 Spyder
- 1959 فيات 1100
- 1959 فيات 1200 Spyder
- 1959 فيات 1400B
- 1959 فيات 1500S
- 1959 فيات 1800
- 1959 فيات 2100 Coupé Vignale
- 1959 فيات 750 Berlina Abarth
- 1959 فيات Nuova 500 Sport
- 1960 فيات 1500 Cabriolet
- 1960 فيات 2100
- 1960 فيات 500 Giardiniera
- 1961 فيات 2300 Berlina
- 1961 فيات 2300 Coupé
- 1961 فيات 2300S Coupé
- 1961 فيات 850 TC Berlina Abarth
- 1962 فيات 1300
- 1962 فيات 1500
- 1962 فيات 1500S Berlina Abarth
- 1963 فيات 1600 Cabriolet
- 1963 فيات 1600S Coupé
- 1963 فيات 2300 Berlina Speciale
- 1963 فيات 600
- 1963 فيات 600 D Multipla
- 1964 فيات 850
- 1965 فيات 850 Coupé
- 1965 فيات 850 Spider
- 1965 فيات OT 1000 Coupé Abarth
- 1965 فيات OTS 1000 Coupé Abarth

## 1966-1979
- 1966 فيات 124 1200
- 1966 فيات 124 Coupé 1400
- 1966 فيات 124
- 1966 فيات 124 Spider 1400
- 1966 فيات 2300 B Familiare
- 1966 فيات 850 Vanessa
- 1966 فيات OT 1300/124 Coupé Abarth
- 1967 فيات 1100 R
- 1967 فيات 125
- 1967 فيات 125 Special Berlina
- 1967 فيات 1500 Cabriolet
- 1967 فيات Dino Coupé 2.0
- 1967 فيات Dino Spider 2.0
- 1968 فيات 1500 L Berlina
- 1968 فيات 850 Sport Coupé
- 1968 فيات 850 Sport Spider
- 1968 فيات 850 Super Berlina
- 1969 فيات 124 Coupé 1600
- 1969 فيات 124 Spider 1600
- 1969 فيات 128 Estate
- 1969 فيات 128 Saloon
- 1969 فيات 130 Saloon
- 1969 فيات Dino 2.4 Coupé
- 1969 فيات Dino 2.4 Spider
- 1970 فيات 124 Special T
- 1970 فيات 418 urban bus
- 1971 فيات 127
- 1971 فيات 128 1100SL Coupé
- 1971 فيات 128 1300SL Coupé
- 1971 فيات 128 Rally
- 1973 فيات 314/3 urban/intercity bus
- 1971 فيات 130 Coupé
- 1971 فيات 130 Coupé Automatic
- 1972 فيات 124 Abarth Rallye
- 1972 فيات 124 Coupé 1800
- 1972 فيات 124 Spider 1800
- 1972 فيات 127 L
- 1972 فيات 421 city/urban bus
- 1972 فيات 500L
- 1972 فيات 500L Berlina
- 1972 فيات 850 Familiare
- 1972 فيات X1/9
- 1973 فيات 126
- 1973 فيات 132
- 1974 فيات 133
- 1975 فيات 130 Opera
- 1975 فيات Mirafiori 1600 CL
- 1976 فيات 131 Abarth
- 1976 فيات 132 1800 ES
- 1977 فيات 132 2000 GLS
- 1977 فيات Fiorino (الجيل الأول)
- 1976 فيات 370.12.26 coach
- 1978 فيات 128
- 1978 فيات ريتمو
- 1978 فيات ميرافيوري سبورت
- 1979 فيات 124 سبايدر 2000
- 1979 فيات 132 ديزل
- 1979 فيات Campagnola
- 1979 فيات Campagnola Lunga
- 1979 فيات Mirafiori 1300 CL
- 1979 فيات سوبرميرافيوري

## 1980-1989

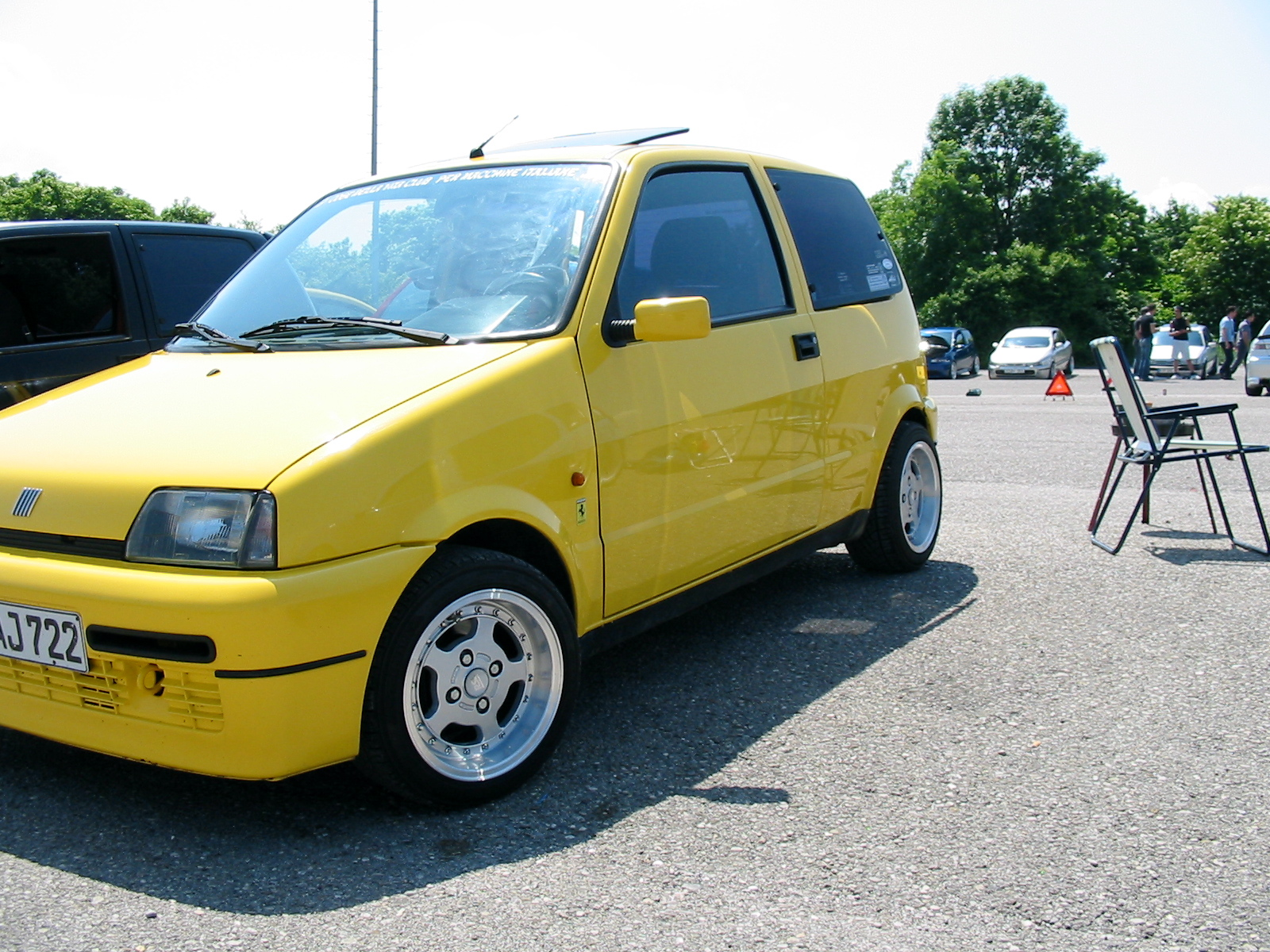
فيات Cinquecento Sporting

- 1980 فيات باندا 750
- 1980 فيات Strada 75 CL
- 1980 فيات سوبرميرافيوري
- 1980 فيات 126
- 1981 فيات 131 ميرافيوري 1300 ال
- 1981 فيات 131 Racing
- 1981 فيات Strada Abarth 125 TC
- 1982 فيات 127 1300 سبورت
- 1982 فيات Abarth Volumetrico 131
- 1982 فيات Argenta
- 1982 فيات Campagnola Diesel
- 1982 فيات باندا 30
- 1982 فيات Strada 105 TC
- 1982 فيات X1/9 (US)
- 1983 فيات Regata
- 1983 فيات أونو
- 1984 فيات باندا 4×4
- 1984 فيات Strada Abarth 130 TC
- 1984 فيات فيورينو (الجيل الثاني)
- 1985 فيات 127 ديزل بانوراما
- 1985 فيات 127 بانوراما
- 1985 فيات Argenta SX
- 1985 فيات باندا 45 سوبر
- 1985 فيات أونو توربوie
- 1986 فيات كروما
- 1986 فيات باندا 1300دي
- 1987 فيات 126 بيس
- 1988 فيات تيبو
- 1989 فيات كروما ديزل

## 1990-1999
- 1990 فيات Tempra
- 1992 فيات Cinquecento
- 1994 فيات بونتو
- 1994 فيات فيورينو (الجيل الثالث)
- 1995 فيات Barchetta
- 1995 فيات برافا
- 1995 فيات برافو
- 1995 فيات Cinquecento Sporting
- 1995 فيات كوبيه 16في توربو
- 1995 فيات كوبيه 1.8 16v
- 1995 فيات Ulysse
- 1996 فيات باليو
- 1996 فيات كوبيه 2.0 20في
- 1996 فيات Marea 1.4 12في
- 1998 فيات Marea 155 20في
- 1998 فيات Marea Weekend 155 20v
- 1998 فيات Multipla
- 1998 فيات Seicento
- 1999 فيات بونتو (الجيل الثاني)
- 1980 فيات 132L

## 2001- إلى الآن
- 2001 فيات دوبلو
- 2001 فيات Stilo
- 2002 فيات Ulysse (الجيل الثاني)
- 2003 فيات ايديا
- 2003 فيات باندا (الجيل الثاني)

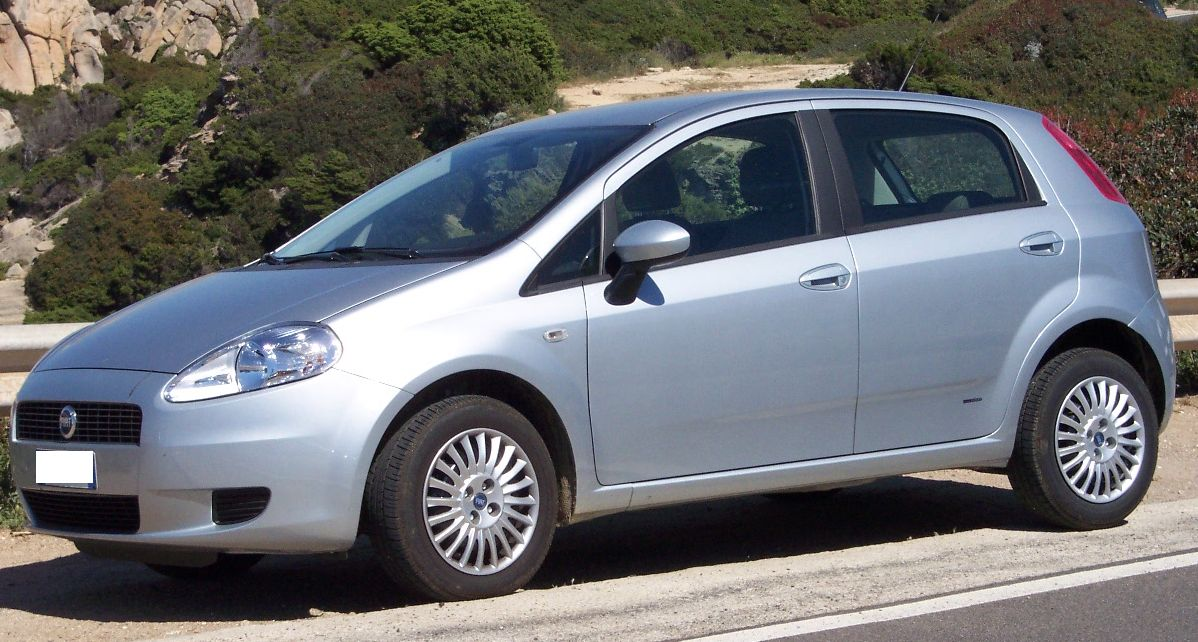
Grande Punto

- 2003 فيات Punto (mark 2 revision B)
- 2004 فيات باندا 4×4 (الجيل الثاني)
- 2005 فيات باندا Alessi
- 2005 فيات باندا كروس
- 2005 فيات كروما
- 2005 فيات Sedici
- 2005 فيات Grande Punto
- 2006 فيات باندا 100اتش.بي
- 2007 فيات Linea
- 2007 فيات برافو (الجيل الثاني)
- 2007 فيات Nuova 500
- 2008 فيات فيورينو (الجيل الرابع)
- 2008 فيات فيورينو Qubo (people carrier)